# Discografia de Kings of Leon
A discografia do Kings of Leon, uma banda norte-americana de rock, consiste de sete álbuns de estúdio, três extended plays, vinte e dois singles e dezoito video clipes. Kings of Leon foi formado em 1999 em Nashville, Tennessee pelos irmãos Nathan Followill (bateria, percussão, vocal), Caleb Followill (vocal, guitarra ritmica), Jared Followill (baixo, vocal) e o primo Matthew Followill (guitarra, vocal).

## Álbuns de estúdio
| Ano  | Detalhes | Posição nas Paradas | Posição nas Paradas | Posição nas Paradas | Posição nas Paradas | Posição nas Paradas | Posição nas Paradas | Posição nas Paradas | Posição nas Paradas | Posição nas Paradas | Posição nas Paradas | Posição nas Paradas | Posição nas Paradas | Posição nas Paradas | Posição nas Paradas | Certificação                                                                             |
| Ano  | Detalhes | EUA                 | AUS                 | BEL                 | CAN                 | DIN                 | FRA                 | ALE                 | IRL                 | JAP                 | HOL                 | NZ                  | SUE                 | SUI                 | UK                  | Certificação                                                                             |
| ---- | --- | ------------------- | ------------------- | ------------------- | ------------------- | ------------------- | ------------------- | ------------------- | ------------------- | ------------------- | ------------------- | ------------------- | ------------------- | ------------------- | ------------------- | ---------------------------------------------------------------------------------------- |
| 2003 | Youth and Young Manhood - Formatos: CD                                                                        | 113                 | 46                  | —                   | —                   | —                   | 97                  | 52                  | 18                  | 112                 | —                   | 43                  | 30                  | 86                  | 3                   | - UK: 2× Platina                                                                         |
| 2004 | Aha Shake Heartbreak - Formatos: CD, LP                                                                       | 55                  | 25                  | 87                  | —                   | —                   | 95                  | 39                  | 3                   | 114                 | 79                  | 29                  | —                   | —                   | 3                   | - UK: 2× Platina                                                                         |
| 2007 | Because of the Times - Formatos: CD, CD/DVD, LP                                                               | 25                  | 4                   | 20                  | —                   | —                   | 88                  | 32                  | 1                   | 106                 | 62                  | 1                   | —                   | —                   | 1                   | - UK: 2× Platina                                                                         |
| 2008 | Only by the Night - Formatos: CD, LP, digital                                                                 | 4                   | 1                   | 1                   | 2                   | 5                   | 38                  | 16                  | 1                   | 86                  | 3                   | 1                   | 4                   | 10                  | 1                   | - UK: 9× Platina                                                                         |
| 2010 | Come Around Sundown - Lançamento: 18 de outubro de 2010 - Gravadora: RCA - Formatos: CD, LP, download digital | 2                   | 1                   | 1                   | 1                   | —                   | 27                  | 1                   | 1                   | —                   | 2                   | 1                   | 10                  | 1                   | 1                   | - EUA: Ouro - ALE: Ouro - AUS: 2× Platina - CAN: Platina - NZL: Platina - UK: 3× Platina |
| 2013 | Mechanical Bull - Lançamento: 24 de setembro de 2013 - Gravadora: RCA - Formatos: CD, LP, download digital    | 2                   | 1                   | 4                   | 2                   | 3                   | 37                  | 2                   | 1                   | —                   | 2                   | 1                   | 21                  | 2                   | 1                   | - UK: Platina                                                                            |
| 2016 | WALLS - Lançamento: 14 de outubro de 2016 - Gravadora: RCA - Formatos: CD, download digital                   | 1                   | 3                   | 2                   | 1                   | 9                   | 38                  | 2                   | 1                   | —                   | 2                   | 1                   | 3                   | 2                   | 1                   | - UK: Ouro                                                                               |

## EPs
| Ano  | Detalhes                               |
| ---- | -------------------------------------- |
| 2003 | Holy Roller Novocaine - Gravadora: RCA |
| 2003 | What I Saw - Gravadora: BMG            |
| 2006 | Day Old Belgian Blues - Gravadora: RCA |

### DVDs
| Ano  | Detalhes                                               |
| ---- | ------------------------------------------------------ |
| 2009 | Live At The O2 London, England - Gravadora: Sony Music |

## Singles
| Ano  | Canções                 | Melhor posição | Melhor posição | Melhor posição | Melhor posição | Melhor posição | Melhor posição | Melhor posição | Melhor posição | Melhor posição | Melhor posição | Melhor posição | Melhor posição | Melhor posição | Melhor posição | Certificação (Vendas) | Álbum                   |
| Ano  | Canções                 | EUA            | EUA Alt.       | EUA Main.      | EUA Rock       | AUS            | BEL (FL)       | CAN            | DIN            | ALE            | IRL            | HOL            | NZ             | SUE            | UK             | Certificação (Vendas) | Álbum                   |
| ---- | ----------------------- | -------------- | -------------- | -------------- | -------------- | -------------- | -------------- | -------------- | -------------- | -------------- | -------------- | -------------- | -------------- | -------------- | -------------- | --------------------- | ----------------------- |
| 2003 | "Holy Roller Novocaine" | —              | —              | —              | —              | —              | —              | —              | —              | —              | —              | —              | —              | —              | 53             |                       | Youth and Young Manhood |
| 2003 | "Red Morning Light"     | —              | —              | —              | —              | —              | —              | —              | —              | —              | —              | —              | —              | —              | 22             |                       | Youth and Young Manhood |
| 2003 | "Molly's Chambers"      | —              | —              | —              | —              | —              | —              | —              | —              | —              | —              | —              | —              | —              | 23             |                       | Youth and Young Manhood |
| 2003 | "Wasted Time"           | —              | —              | —              | —              | —              | —              | —              | —              | —              | —              | —              | —              | —              | 51             |                       | Youth and Young Manhood |
| 2004 | "California Waiting"    | —              | —              | —              | —              | —              | —              | —              | —              | —              | —              | —              | —              | —              | 61             |                       | Youth and Young Manhood |
| 2004 | "The Bucket"            | —              | 23             | —              | —              | —              | —              | —              | —              | —              | 28             | —              | —              | —              | 16             |                       | Aha Shake Heartbreak    |
| 2005 | "Four Kicks"            | —              | —              | —              | —              | —              | —              | —              | —              | —              | 32             | —              | —              | —              | 24             |                       | Aha Shake Heartbreak    |
| 2005 | "King of the Rodeo"     | —              | —              | —              | —              | —              | —              | —              | —              | —              | —              | —              | —              | —              | 41             |                       | Aha Shake Heartbreak    |
| 2007 | "On Call"               | —              | —              | —              | —              | —              | 54             | —              | —              | —              | 28             | —              | 26             | —              | 18             |                       | Because of the Times    |
| 2007 | "Fans"                  | —              | —              | —              | —              | —              | 63             | —              | —              | —              | 13             | —              | 23             | —              | 13             |                       | Because of the Times    |
| 2007 | "Charmer"               | —              | —              | —              | —              | —              | —              | —              | —              | —              | —              | —              | —              | —              | 85             |                       | Because of the Times    |
| 2008 | "Sex on Fire"           | 56             | 1              | 24             | 10             | 1              | 9              | 22             | 7              | 33             | 1              | 16             | 2              | 16             | 1              | - NZ: Platina         | Only by the Night       |
| 2008 | "Use Somebody"          | 4              | 1              | 25             | 2              | 2              | 1              | 8              | 9              | 9              | 6              | 7              | 5              | 7              | 2              | - NZ: Ouro            | Only by the Night       |
| 2009 | "Revelry"               | —              | —              | —              | —              | 21             | 69             | —              | —              | 69             | —              | —              | 19             | —              | 29             | - AUS: Ouro           | Only by the Night       |
| 2009 | "Notion"                | 99             | 1              | —              | 14             | 46             | 24             | 41             | —              | —              | 50             | 92             | 25             | 57             | 107            |                       | Only by the Night       |
| 2009 | "Crawl"                 | —              | 40             | —              | 42             | 70             | —              | 73             | —              | —              | —              | —              | —              | —              | 125            |                       | Only by the Night       |
| 2010 | "Radioactive"           | 37             | 1              | —              | 7              | 19             | 16             | 19             | 33             | 41             | —              | 5              | 36             | 10             | 7              | - AUS: Ouro           | Come Around Sundown     |
| 2010 | "Pyro"                  | —              | 16             | —              | —              | 77             | 42             | —              | —              | 48             | 43             | 58             | —              | —              | 69             |                       | Come Around Sundown     |
| 2011 | "The Immortals"         | —              | —              | —              | —              | —              | 72             | —              | —              | —              | —              | —              | —              | —              | —              |                       | Come Around Sundown     |
| 2011 | "Back Down South"       | —              | —              | —              | —              | —              | 9              | —              | —              | —              | —              | 77             | —              | —              | 182            |                       | Come Around Sundown     |
| 2013 | "Supersoaker"           | 106            | 9              | —              | —              | 43             | 54             | 61             | —              | 76             | 19             | 70             | —              | —              | 32             |                       | Mechanical Bull         |
| 2013 | "Wait for Me"           | 101            | —              | —              | —              | —              | —              | 71             | —              | 34             | 18             | —              | —              | —              | 31             |                       | Mechanical Bull         |

### Outras canções
| Ano  | Canção      | Posição nas paradas | Posição nas paradas | Álbum             |
| Ano  | Canção      | AUS                 | UK                  | Álbum             |
| ---- | ----------- | ------------------- | ------------------- | ----------------- |
| 2008 | "Manhattan" | 38                  | 149                 | Only by the Night |
| 2008 | "Crawl"     | 70                  | 125                 | Only by the Night |
| 2008 | "Closer"    | —                   | 102                 | Only by the Night |

## Videografia
| Ano  | Canção              | Diretor                       |
| ---- | ------------------- | ----------------------------- |
| 2003 | "Red Morning Light" | Douglas Biro                  |
| 2003 | "Molly's Chambers"  | Honey                         |
| 2003 | "Wasted Time"       | Mark Pellington               |
| 2004 | "The Bucket"        | Patrick Daughters             |
| 2005 | "Four Kicks"        | Patrick Daughters             |
| 2005 | "King of the Rodeo" | Patrick Daughters             |
| 2007 | "On Call"           | Adria Petty                   |
| 2007 | "Charmer"           | Robert Hales                  |
| 2008 | "Crawl"             |                               |
| 2008 | "Sex on Fire"       | Sophie Muller                 |
| 2008 | "Use Somebody"      | Sophie Muller                 |
| 2009 | "Notion"            | Phil Griffin                  |
| 2010 | "Radioactive"       | Sophie Muller                 |
| 2010 | "Pyro"              | Patrick Daughters             |
| 2011 | "Back Down South"   | Casey McGrath                 |
| 2013 | "Supersoaker"       | W.I.Z.                        |
| 2013 | "Beautiful War"     | N/A                           |
| 2014 | "Temple"            | Christopher "Nacho" Followill |
| 2016 | "Waste A Moment"    | Dimitri Basil                 |
| 2016 | "WALLS"             | N/A                           |
| 2016 | "Around The World"  | N/A                           |